# SCL (Álbum de Los Bunkers)
SCL es un concierto - película del grupo chileno Los Bunkers. Este contiene el registro audiovisual del concierto realizado en el Movistar Arena el 2 de agosto de 2013 para el lanzamiento en ese entonces su último disco La Velocidad de la Luz. En este show de 2 horas y 40 minutos de duración hacen un recorrido de toda su historia musical. En el registro en vídeo se presentan a su vez imágenes de diferentes parte de Santiago de Chile.
Este registro audiovisual fue estrenado en Cinemark en el año 2016. 3 años después de su grabación y 2 años después del receso indefinido que se tomó la agrupación.
En el concierto se interpretaron 36 canciones, incluyendo casi la totalidad del álbum La Velocidad de la Luz (excepto "Dicen"), sin embargo ni en registro en CD ni el DVD / Blu-ray se incluyó el concierto completo. A su vez el orden de canciones fue alterado entre ambos formatos con fines artísticos.
| Concierto | CD | DVD/Blu-ray | Título                                   | Álbum de Origen        | Duración |
| --------- | -- | ----------- | ---------------------------------------- | ---------------------- | -------- |
| 1         | 1  | 1           | Desperdíciame                            | La Velocidad de la Luz | 7:10     |
| 2         | 2  | 2           | Sábado                                   | La Velocidad de la Luz | 3:42     |
| 3         | 3  | 3           | Llueve sobre la ciudad                   | Vida de Perros         | 4:35     |
| 4         |    |             | Yo Sembré mis penas de amor en tu jardín | Los Bunkers            |          |
| 5         | 5  | 9           | Una nube cuelga sobre mí                 | Barrio Estación        | 3:49     |
| 6         |    |             | Tú                                       | Vida de Perros         |          |
| 7         |    | Extra       | Sur                                      | La Velocidad de la Luz |          |
| 8         | 8  | 5           | Si estás pensando mal de mí              | La Velocidad de la Luz | 4:27     |
| 9         | 6  | Extra       | Pobre corazón                            | Canción de Lejos       | 3:50     |
| 10        | 9  | Extra       | Deudas                                   | Barrio Estación        | 4:59     |
| 11        |    |             | Cura de espanto                          | La Culpa               |          |
| 12        |    |             | No necesito pensar                       | La Culpa               |          |
| 13        | 4  | 11          | Ángel para un final                      | Música Libre           | 4:13     |
| 14        |    |             | Siniestra                                | Canción de Lejos       |          |
| 15        |    | 6           | No                                       | La Velocidad de la Luz |          |
| 16        |    | Extra       | El día en que dejaste de fingir          | La Velocidad de la Luz |          |
| 17        |    | 4           | Que ya viví, que te vas                  | Música Libre           |          |
| 18        | *  | 10          | Ahora que no estás                       | Vida de Perros         | 9:09     |
| 19        | 11 | 8           | La Velocidad de la luz                   | La Velocidad de la Luz | 4:27     |
| 20        |    |             | Dulce final                              | Canción de Lejos       |          |
| 21        | 7  |             | Quien fuera                              | Música Libre           | 3:45     |
| 22        |    |             | Las cosas que cambié y dejé por ti       | Canción de Lejos       |          |
| 23        |    |             | Te vistes y te vas                       | Vida de Perros         |          |
| 24        |    | 7           | Miéntele                                 | Vida de Perros         |          |
| 25        | 14 | 12          | Nada nuevo bajo el sol                   | Barrio Estación        |          |
| 26        |    |             | La estación final                        | La Velocidad de la Luz |          |
| 27        |    |             | La maldición de mi país                  | La Velocidad de la Luz |          |
| 28        |    | 14          | La exiliada del sur                      | La Culpa               |          |
| 29        |    |             | Oiga pues mijita (Cover Víctor Jara)     |                        |          |
| 30        | 12 | 15          | Canción para mañana                      | La Culpa               | 3:25     |
| 31        | 13 | 13          | Santiago de Chile                        | Música Libre           | 3:17     |
| 32        | 15 | 16          | Bailando solo                            | La Velocidad de la Luz | 4:39     |
| 33        | 10 |             | No me hables de sufrir                   | La Culpa               | 3:56     |
| 34        |    |             | Miño                                     | Canción de Lejos       |          |
| 35        | 16 | 17          | Ven Aquí                                 | Vida de Perros         | 3:56     |
| 36        | 17 | 18          | El Necio                                 | Música Libre           | 5:55     |

(*) No incluido en el CD, pero lanzado como sencillo en 2016 